# Melchor Ocampo (municipi de Mèxic)
Melchor Ocampo és un municipi de l'estat de Mèxic. San Miguel Tlaxomulco és el cap de municipi i principal centre de població d'aquesta municipalitat. Aquest municipi és a la part nord-occidental de l'estat de Mèxic. Limita al nord amb els municipis de Cuautitlán i Teoloyucan, al sud amb Tultitlán, a l'oest amb Tultepec i a l'est amb Nextlalpan.